# Botevo, Vidin
Botevo (în bulgară Ботево) este un sat în comuna Vidin, regiunea Vidin,  Bulgaria. 

## Demografie
Componența etnică a satului Botevo
     Bulgari (97,1%)
     Nicio identificare (2,89%)
     Altele (0%)
La recensământul din 2011, populația satului Botevo era de 69 locuitori. Din punct de vedere etnic, majoritatea locuitorilor (97,1%) erau bulgari. Pentru 2,89% din locuitori nu este cunoscută apartenența etnică.